# Romboló fenyőcincér
A romboló fenyőcincér (Tetropium castaneum) a cincérfélék családjába tartozó, Eurázsiában honos, fenyőfákon élő bogárfaj. 

## Megjelenése
A romboló fenyőcincér testhossza 10−18 mm. Testalkata erőteljes, mindegyik lábának combjai megvastagodtak. Az előhát oldalai ívesek, felülről kereknek látszik; szárnyfedőinek oldalvonalai szinte végig párhuzamosak. Teste fekete színű, a szárnyfedők, a csápok és a lábai barnák vagy barnásvörösek. Az előtor oldalt finoman és sűrűn szemecskézett, középen hosszant és többnyire a korongon kétoldalt is benyomott. Középen szórtan pontozott, a pontok közterecskéi többnyire jelentősen szélesebbek, mint maguk a pontok. Szárnyfedői nagyon finoman és sűrűn szemecskézve pontozottak, zsírfényűek, nagyon rövid, sűrű szőrözettel. Feje a csápok között hosszirányban jelentősen benyomott és barázdált. 

## Elterjedése és életmódja
Eurázsiában honos az Ibériai-félszigettől egészen Japánig. A Kárpátok fenyveseiben gyakori, Magyarországon a Kőszegi-hegységben, Sopron környékén és a Zemplénben fordul elő. 
Lárvája különféle fenyők (luc, erdeifenyő, jegenyefenyő, vörösfenyő) meggyengült vagy kidőlt törzsében, a kéreg alatt él. A még álló törzseknél inkább az alsó részekbe húzódik, ahol vastagabb a kéreg; a kidőlt törzseknél nincs ilyen megkülönböztetés, ott az árnyékban lévő, nyirkosabb részeket kedveli.  Nappal aktív, többnyire virágokon tartózkodik. A lárva a kéreg alatt rágja széles, szabálytalan galériáit, amelyeket törmelékkel tölt meg; majd a szijácsban, 2-4 cm mélyen horog alakú bábkamrát készít. Vastag kéreg esetén a kéregben bábozódik be. Fejlődése a hőmérséklettől és a tápanyagellátottságtól függően egy-két évig tart. Az imágó április végétől augusztusig rajzik. Este és éjszaka aktív, napközben többnyire kidőlt fatörzsek alatt, kéregrepedésekben rejtőzködik. 

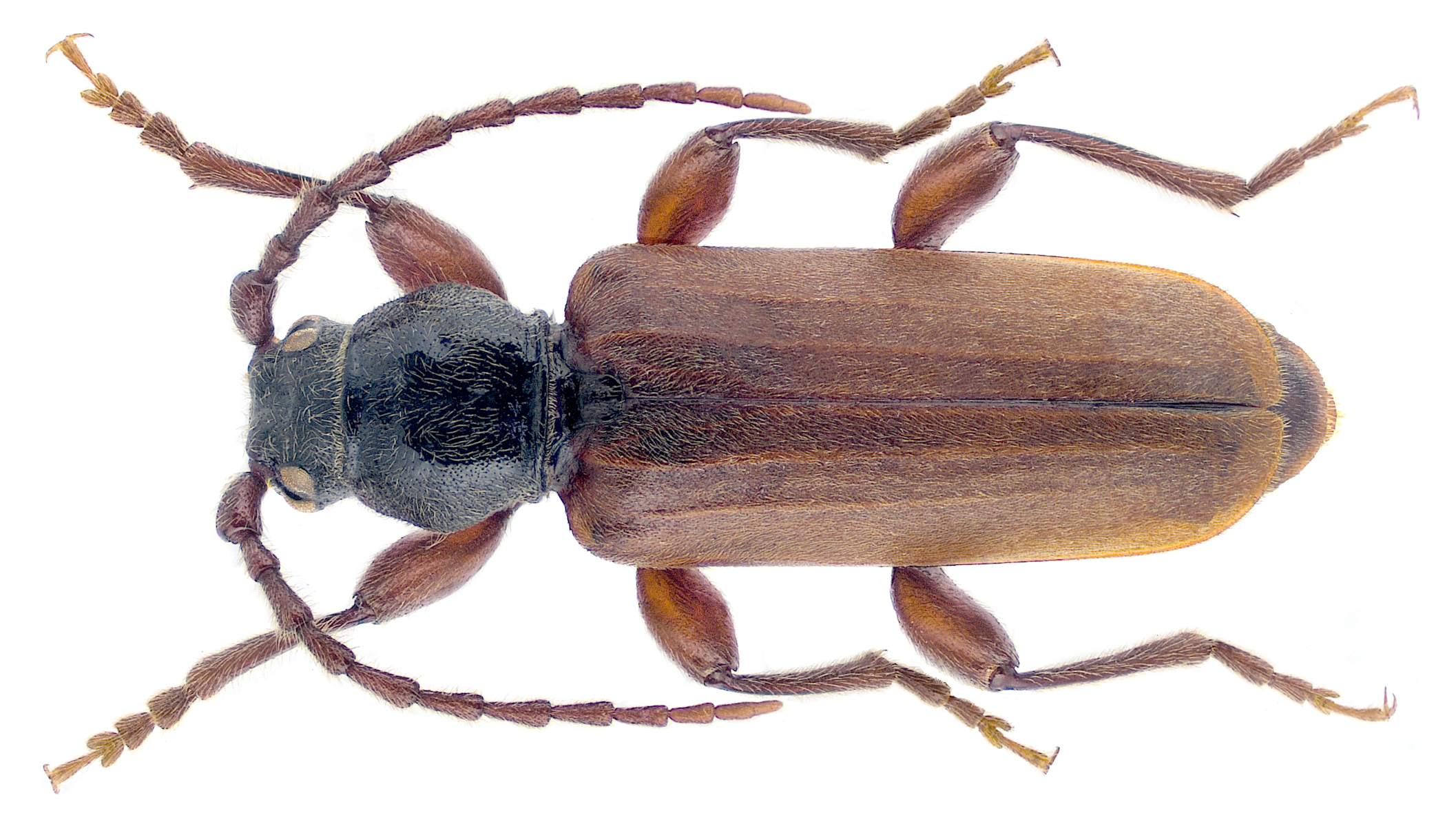
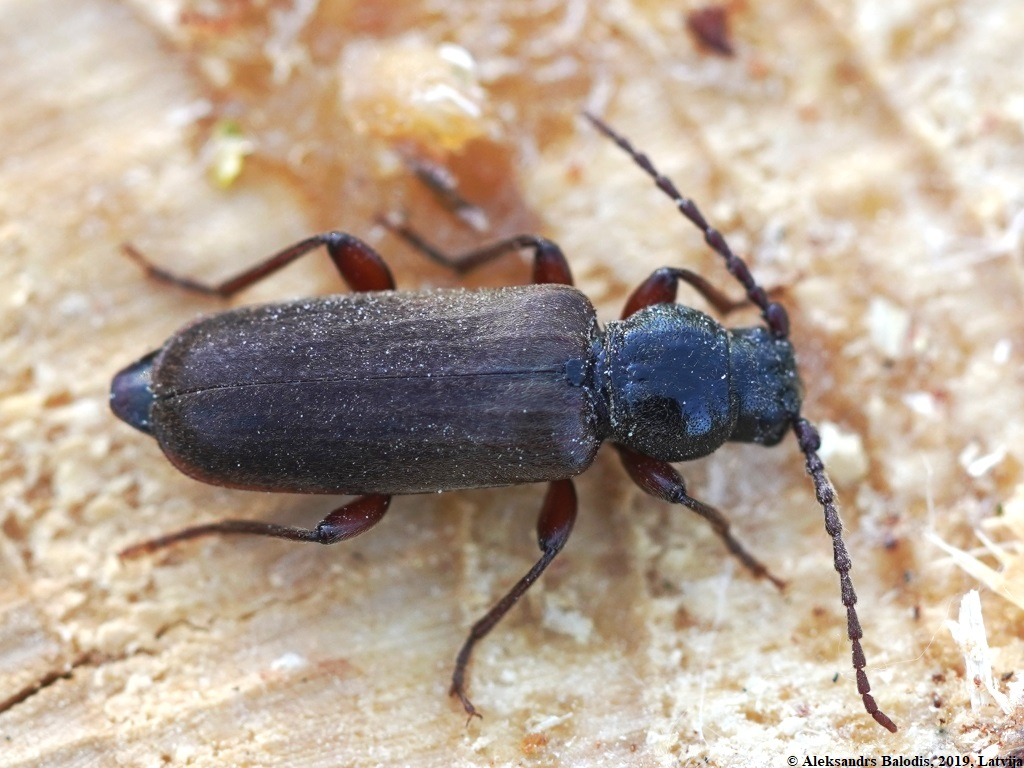
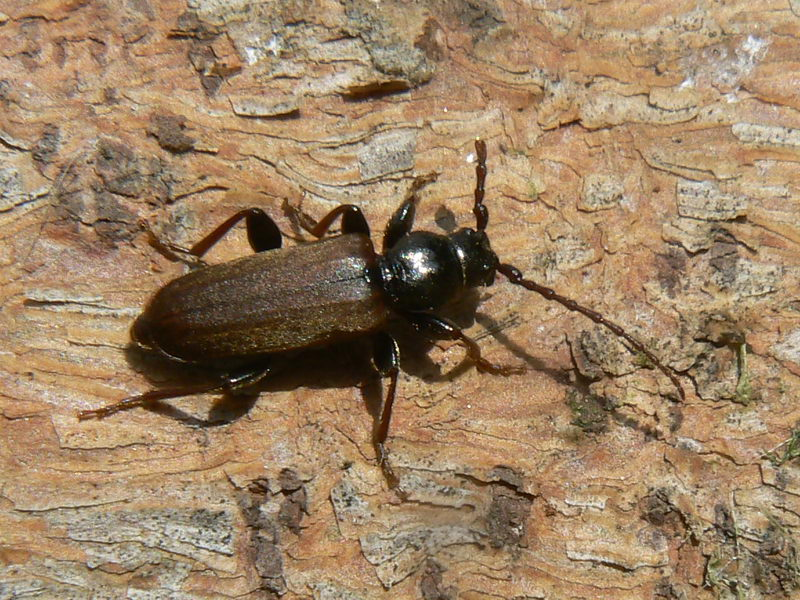
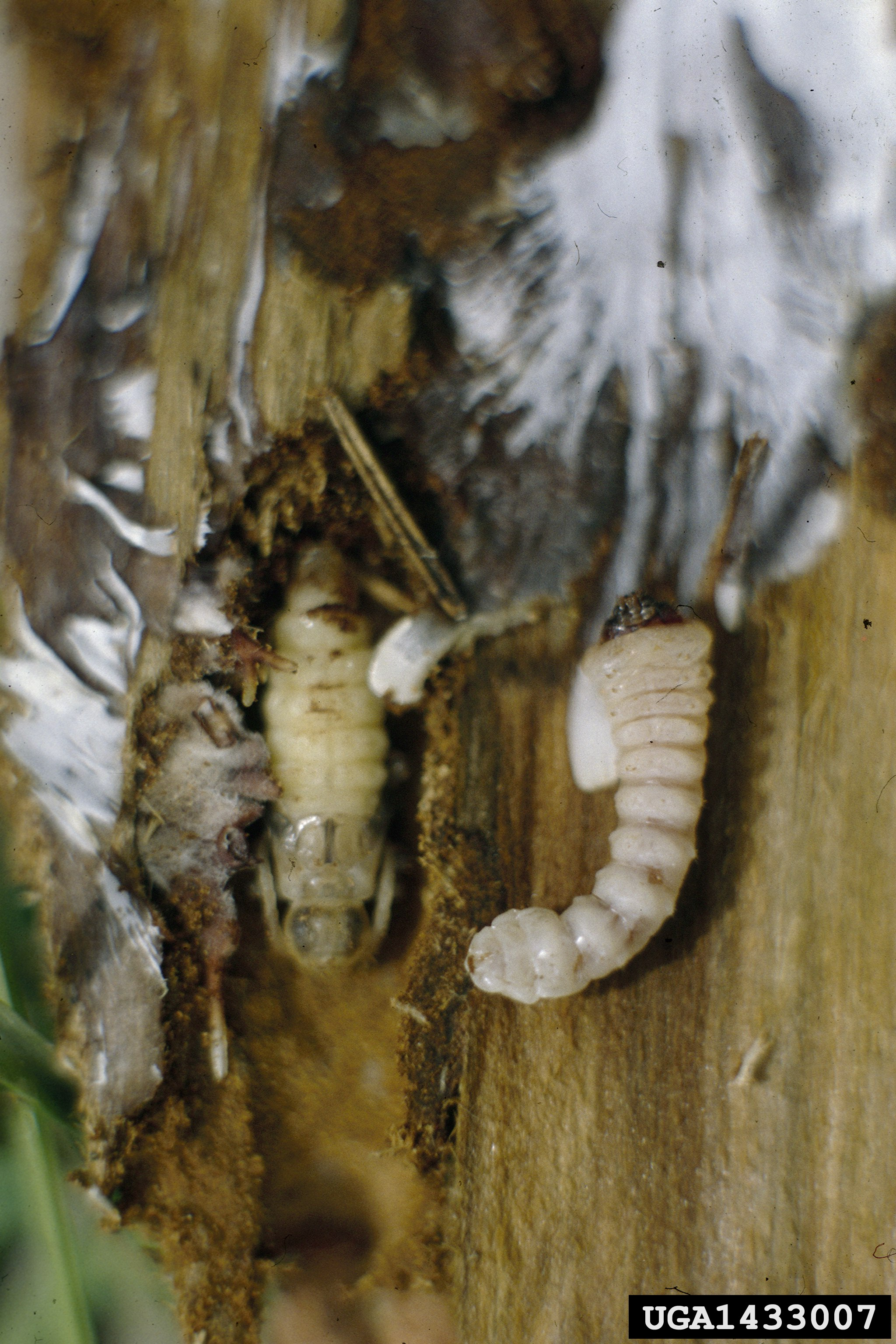
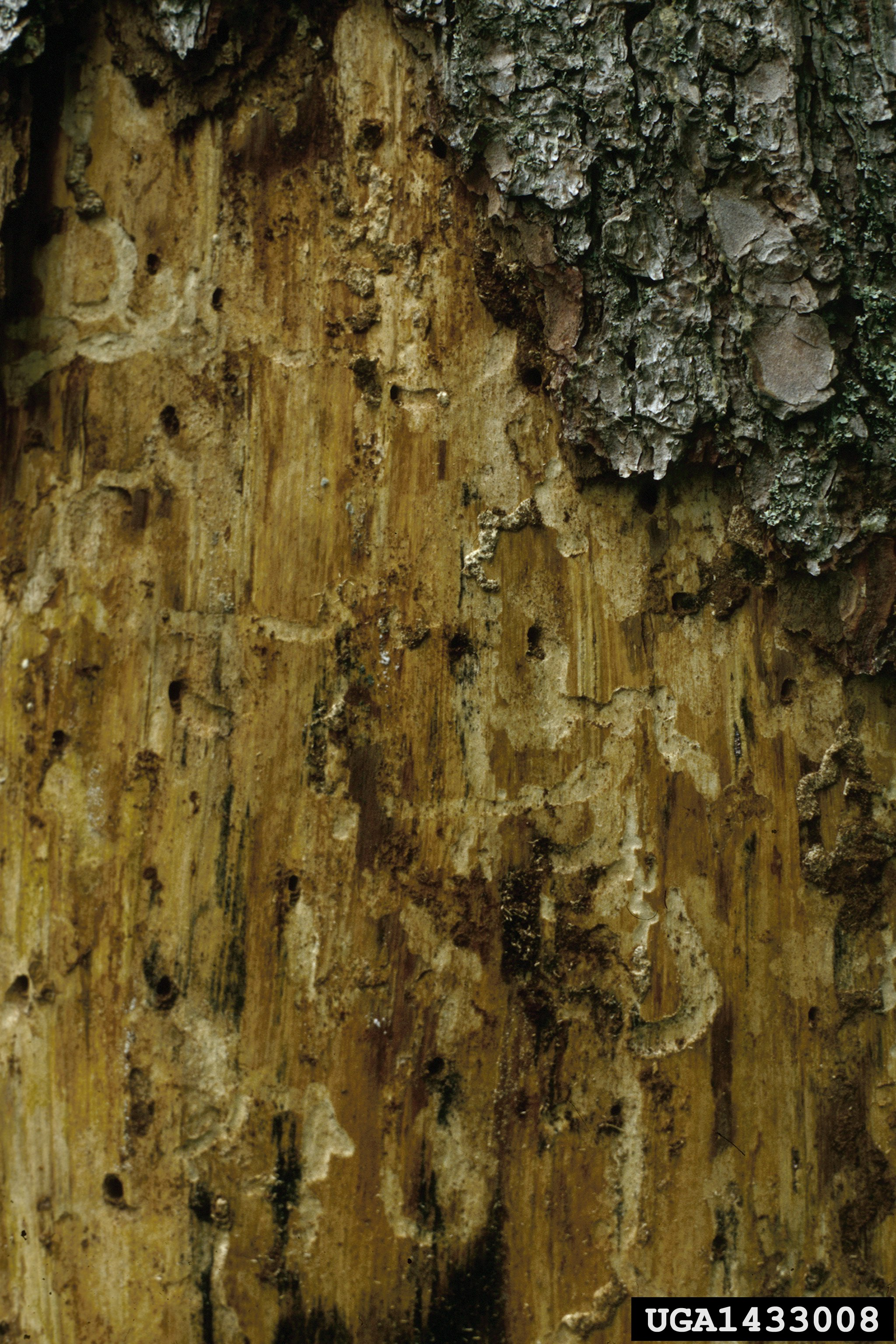

Magyarországon nem védett.